# Gonatium dayense
Gonatium dayense är en spindelart som beskrevs av Simon 1884. Gonatium dayense ingår i släktet Gonatium och familjen täckvävarspindlar.
Artens utbredningsområde är Algeriet. Inga underarter finns listade i Catalogue of Life.